# Бруну Лажи
Бруну Мигел Силва ду Нашсименту (порт. Bruno Miguel Silva do Nascimento; род. 12 мая 1976, Сетубал, Сетубал), более известный как Бруну Лажи (порт. Bruno Lage, португальское произношение: [ˈbɾunu ˈlaʒɨ]) — португальский футболист и футбольный тренер.

## Биография
Уроженец Сетубала, Бруну Лажи играл за португальские клубы «Прайенсе» и «Кинтаженсе», выступая на позиции правого вингера. В 1997 году начал тренерскую карьеру в молодёжных командах клуба «Витория Сетубал». С 2004 по 2012 год тренировал молодёжные команды «Бенфики». С 2015 по 2018 год был ассистентом Карлуша Карвальяла сначала в «Шеффилд Уэнсдей», а затем в «Суонси Сити».
В июле 2018 года Бруну Лажи вернулся в «Бенфику» в качестве главного тренера резервной команды, заменив на этой должности Элдера. 3 января 2019 года Бруну Лажи был назначен исполняющим обязанности главного тренера главной команды «Бенфики», сменив уволенного Руя Виторию. 14 января он был назначен главным тренером «Бенфики» на постоянной основе. 10 февраля 2019 года «Бенфика» под его руководством одержала крупнейшую победу в чемпионате с 1964 года, разгромив «Насьонал» со счётом 10:0. По итогам сезона 2018/19 Бруну Лажи выиграл с «Бенфикой» чемпионский титул. С 16-го по 34-й тур Примейры (после своего назначения главным тренером) Бруну Лажи выиграл 18 матчей, 1 матч сыграл вничью и не потерпел ни одного поражения; процент побед в лиге составил 94 %, что превзошло рекорд, установленный Джимми Хейганом. Также Бруну Лажи повторил рекорд, установленный Свеном-Ёраном Эрикссоном в сезоне 1990/91, обыграв «Порту», «Спортинг», «Брагу» на выезде в течение одного сезона. Также под его руководством «Бенфика» повторила свой же рекорд сезона 1963/64 по количеству забитых мячей (103 гола).
4 августа 2019 года Бруну Лажи выиграл Суперкубок Португалии, в котором «Бенфика» разгромила «Спортинг» со счётом 5:0.
9 июня 2021 года был назначен главным тренером английского клуба «Вулверхэмптон Уондерерс».
2 октября 2022 года был уволен с занимаемой должности в связи с неудовлетворительными результатами: команда одержала всего одну победу в 8-ми матчах текущего сезона 2022/2023.
5 сентября 2024 года назначен на должность главного тренера футбольного клуба «Бенфика».

## Тренерская статистика
| Страна     | Команда                 | Начало работы   | Завершение работы | Показатели | Показатели | Показатели | Показатели | Показатели | Показатели | Показатели | Показатели |
| Страна     | Команда                 | Начало работы   | Завершение работы | И          | В          | Н          | П          | МЗ         | МП         | РМ         | % побед    |
| ---------- | ----------------------- | --------------- | ----------------- | ---------- | ---------- | ---------- | ---------- | ---------- | ---------- | ---------- | ---------- |
| Португалия | Бенфика B               | 1 июля 2018     | 3 января 2019     | 15         | 8          | 3          | 4          | 15         | 11         | +4         | 053,33     |
| Португалия | Бенфика                 | 3 января 2019   | 29 июня 2020      | 76         | 51         | 12         | 13         | 181        | 75         | +106       | 067,11     |
| Англия     | Вулверхэмптон Уондерерс | 9 июня 2021     | 2 октября 2022    | 51         | 19         | 10         | 22         | 52         | 56         | −4         | 037,25     |
| Бразилия   | Ботафого                | 8 июля 2023     | 4 октября 2023    | 18         | 7          | 7          | 4          | 25         | 14         | +11        | 038,89     |
| Португалия | Бенфика                 | 5 сентября 2024 |                   | 61         | 42         | 9          | 10         | 146        | 54         | +92        | 068,85     |
| Итого      | Итого                   | Итого           | Итого             | 221        | 127        | 41         | 53         | 419        | 211        | +208       | 057,47     |

## Достижения

### Командные достижения
Бенфика
- Чемпион Португалии: 2018/19
- Обладатель Суперкубка Португалии: 2019, 2025
- Обладатель Кубка португальской лиги: 2025

### Личные достижения
- Лучший тренер португальской Примейры: 2018/19[14]
- Лучший тренер года по версии Португальской футбольной федерации: 2019[15]
- Тренер месяца английской Премьер-лиги: январь 2022